# 片瀬あき
片瀬 あき（かたせ あき、1984年12月18日 - ）は、日本のAV女優。千葉県出身。
身長：158cm 、スリーサイズ：B86・W58・H84

## 略歴
- 2004年9月に『JinJin 』でh.m.p専属女優としてAVデビュー。

## 人物
- 趣味：ネイルアート

## アダルトビデオ
- JinJin （2004年9月3日、h.m.p）
- 君にメロメロ♪（2004年9月21日、h.m.p）
- あたしは、スケベな子猫にゃん （2004年9月21日、h.m.p）
- エロゲッチュー（2004年10月21日、h.m.p）
- 愛撫でピクピク （2004年10月22日、h.m.p）
- ドライブSEXデート…（2004年11月21日、h.m.p）
- ハレン痴パンチ （2004年12月21日、h.m.p）
- 愛舐めずり （2005年1月21日、h.m.p）
- やっぱ、ハメたいんだもん。色エロコスっちゃお （2005年2月21日、h.m.p）
- 犯ってやってヤリまくりたーい（2005年4月22日、h.m.p）
- ものすご～くしたい気分（2005年9月1日、h.m.p）
- SEX A GO！GO！（2005年9月1日、h.m.p）
- ぶっとびヤリたがーる（2005年9月1日、h.m.p）
- わたしとイチャイチャしよーよ。（2005年10月1日、h.m.p）
- 犯されちゃった…（2005年11月25日、h.m.p）